# Nicalis
A Nicalis egy amerikai videójáték-fejlesztő és kiadó cég, amelyet 2007-ben alapított Tyrone Rodriguez, az IGN videójátékos szaklap egykori szerkesztője és a Nintendo korábbi újságírója. A cég elsősorban független játékokra összpontosít, számos saját játékot fejlesztett és jelentett meg, illetve több külsős cég játékát is portolták.

## Videójátékaik
Alapítása óta a cég számos játékot fejlesztett és jelentett meg, kezdve a 2008-as Dance Dance Revolution: Mobiusszal, illetve a 2010-es Cave Story-val. 2011 októberében a Nicalis bejelentette, hogy ők fogják megjelentetni a Nintendo eShoppon keresztül a VVVVVV Nintendo 3DS portját. 2011 decemberében a Nicalis a NightSky és a Cave Story+ című játékaikat a Humble Indie Bundle 4 csomagban leszállított áron kínálta. 2012 áprilisában a Nicalis bejelentette, hogy a La-Mulana WiiWare portjának európai és észak-amerikai megjelentetését terveit eltörölték a Wiiware felhasználói bázisának meredek csökkenése miatt.

### Fejlesztett
- Aban Hawkins & the 1001 Spikes (3DS, PS4, PS Vita, Wii U)
- Big Brother (mobiltelefonok)
- Cave Story (3DS, DSiWare, Wiiware)
- Cave Story 3D (3DS)
- Cave Story+ (Linux, Mac OSX, Windows)
- Dance Dance Revolution (mobiltelefonok)
- Dance Dance Revolution: Mobius (Android)
- Grinsia (3DS, Windows)
- Guxt (3DS)
- Ikachan (3DS)
- Legend of Raven (PS Vita)
- MLB Power Pros Baseball (mobiltelefonok)
- NightSky (3DS, iOS, Linux, Mac OSX, Windows)
- Rock Revolution (mobiltelefonok)
- Swift Switch (iOS)
- The Binding of Isaac: Rebirth (Mac OSX, PS4, PS Vita, Windows)
- The Electric Company Wordball! (iOS)
- VVVVVV (3DS)

### Megjelentett
- Aban Hawkins & the 1001 Spikes (3DS, PS4, PS Vita, Wii U)
- Cave Story (3DS, DSiWare, Wiiware)
- Cave Story Plus (Linux, Mac OSX, Windows)
- Grinsia (3DS, Windows)
- Guxt (3DS)
- Ikachan (3DS)
- Legend of Raven (PS Vita)
- NightSky (3DS, iOS, Linux, Mac OSX, Windows)
- Swift Switch (iOS)
- The 90s Arcade Racer (Wii U, Windows)
- The Binding of Isaac: Rebirth (Mac OSX, PS4, PS Vita, Windows)
- VVVVVV (3DS)

## Díjak és jelölések
A Cave Story-t jelölték az év játékának, valamint az év WiiWare-játékának járó díjra a Nintendo Power 2010-es évértékelőjében. A Cave Story Nintendo 3DS verziója az év kalandjátéka kategóriában jelölést kapott a 2011-es Nintendo Power díjátadón. A 2011-es Independent Games Festivalon a Cave Story döntős lett a „kiemelkedő vizuális művészet” kategóriában, a Cave Story és a NightSky különdíjat kapott „kiemelkedő hang” kategóriában.